# Obereopsis rufooccipitalis
Obereopsis rufooccipitalis är en skalbaggsart som beskrevs av Stefan von Breuning 1957. Obereopsis rufooccipitalis ingår i släktet Obereopsis och familjen långhorningar. Inga underarter finns listade i Catalogue of Life.